# 巴道复运输过塘行
巴道复运输过塘行位于中国安徽省黄山市歙县徽城镇渔梁社区、渔梁街中段，右前方通过姚江巷通往练江码头该建筑用于茶叶周转，三开间二层，前后三进两天井，三进分别为前店、中坊和后宅，占地面积257平方米，进深约30米。